# Червона спека
«Черво́на спе́ка» (англ. «Red Heat») — американський бойовик 1988 року режисера Волтера Гілла.

## Сюжет
У розпал Перебудови і потепління відносин двох наддержав грузинський «мафіозо» Віктор Роставелі збирається налагодити поставку в СРСР наркотиків із США. Упійманням злочинця займається капітан міліції Іван Данко. Він разом з міліцейським загоном вистежує банду. При спробі затримання злочинців починається перестрілка. Роставелі вдається сховатися і втекти в США. У Чикаго Роставелі налагоджує контакт з місцевими торговцями наркотиками й погоджується купити у них велику партію кокаїну. Однак банда була арештована поліцією Чикаго незадовго до зустрічі, і угода зірвалася.
Тим часом у Головне управління внутрішніх справ у Москві приходить несподівана телеграма з США, де говориться, що Роставелі був заарештований за порушення правил дорожнього руху і підлягає екстрадиції в Радянський Союз. Керівництво МВС посилає Данка в США, щоб той доставив злочинця назад. В Америці Данка зустрічають сержант поліції Чикаго Галлахер і Артур Рідзік. Данко селиться в готелі, в тому ж номері, де кількома днями раніше зупинився Роставелі.
Наступного дня в дільниці Галлахер і Рідзік передають Роставелі капітану Данку. Вони вже прямували в аеропорт, коли несподівано спільники Роставелі влаштували перестрілку, убивши кількох поліцейських і звільнивши Віктора. Сам Данко потрапляє в госпіталь. До нього приходять співробітники радянського консульства і повідомляють йому про те, що його начальство розгніване провалом операції й жадає бачити капітана в Москві. Але Данко не має наміру повертатися в Союз без Віктора.
Спільно з Рідзіком, Данко починає розшук Роставелі. З усіх доказів, яки вони мають, — невеликий ключ, знайдений капітаном при обшуку злочинця. Новоспечені напарники намагаються дізнатися про місце перебування Віктора в ув'язненого ватажка банди наркоторговців Абдули Елайджі. Данко з'ясовує, що через міжнародну злочинну мережу Роставелі мав намір переправити в Радянський Союз кокаїн на 5 мільйонів доларів. Щоб сховатися від поліції, учасники банди усувають усіх, хто знає що-небудь про Віктора. Напарникам все ж вдається поговорити з жінкою, на ім'я Кетрін, що контактувала з Віктором до його арешту. Виявилося, що вона погодилася укласти з ним фіктивний шлюб, щоб він зміг отримати посвідку на проживання в США. В обмін на гарантії власної безпеки вона повідомляє Данку місце передачі грошей. Затримати Роставелі не вдається і цього разу, а його дружину наступного дня знаходять убитою.
Віктор сам вирішує усунути капітана Данка, заодно позбувшись членів банди. У перестрілці гинуть усі члени злочинного угруповання, але Данко залишається неушкодженим. Капітан з'ясовує, що ключ, конфіскований у Роставелі, відкриває камеру зберігання на Центральному автовокзалі, де ймовірно є 5 мільйонів доларів. Данко відправляється туди разом з Рідзіком, далі розгортається гонитва на автобусах по Чикаго. Зрештою Данко все ж наздоганяє Роставелі й при затриманні вбиває його.

## У ролях
| Актор                | Роль                     |
| -------------------- | ------------------------ |
| Арнольд Шварценеггер | капітан Іван Данко       |
| Джеймс Белуші        | сержант Арт Рідзік       |
| Пітер Бойл           | комісар Лу Доннеллі      |
| Ед О'Росс            | Віктор «Роста» Роставелі |
| Лоуренс Фішборн      | лейтенант Чарлі Стобс    |
| Джина Гершон         | Кетрін «Кет» Манзетті    |
| Річард Брайт         | сержант Галлахер         |
| Дж.В. Сміт           | Салім                    |
| Брент Дженнінґс      | Абдул Еліяг              |
| Гретхен Палмер       | повія                    |
| Прюітт Тейлор Вінс   | клерк                    |
| Майкл Дж. Хегерті    | Пет Нанн                 |
| Брайон Джеймс        | Стрік                    |
| Глорія Делані        | молодий лікар            |
| Пітер Джейсон        | телекоментатор           |
| Олег Відов           | Юрій Огарков             |
| Савелій Крамаров     | Григорій Мазурський      |
| Джин Шерер           | консул Дмитро Степанович |
| Тенґіз Борісофф      | Йосип Барода             |
| Роджер Каллард       | Петро Татомович          |
| Габор Конц           | Вагран Роставелі         |
| Геза Балкаі          | полковник Куліков        |
| Жолт Кертвейешші     | лейтенант Редецький      |
| Янош Бан             | офіцер                   |
| Тайґер Чун Лі        | Монгол                   |
| Свен-Оле Торсен      | Микола                   |

| Актор                | Роль                      |
| -------------------- | ------------------------- |
| Норберт Невеньї      | Саша                      |
| Іштван Етлені        | Єгор                      |
| Джордж Гаті          | піаніст                   |
| Петро Маріковський   | офіціант                  |
| Габор Немет          | бандит                    |
| Іштван Ваяш          | бандит                    |
| Петер Кіш            | бандит                    |
| Атілла Фаші          | бандит                    |
| Ерік Манскер         | Алі                       |
| Лью Хопсон           | Джамал                    |
| Джейсон Ронард       | Нелліган                  |
| Гігі Ворган          | офіцер Одрі               |
| Аллан Граф           | Джоліет тюремник          |
| Курт Фуллер          | детектив                  |
| Бруно Александр      | детектив                  |
| Крістофер Манкевіч   | поліцейський у лікарні    |
| Боб О'Доннелл        | Берні                     |
| Марджорі Бренсфілд   | офіціантка                |
| Луїс Контрерас       | Лупо                      |
| Крістофер Ентоні Янг | хуліган                   |
| Вільям МакКоннелл    | фотограф                  |
| Ед Де Фуско          | фотограф                  |
| Джоі Д. Віейра       | людина в телефонній будці |
| Майкл Адамс          | машиніст локомотива       |
| Джонатан Тейт        | бритоголовий ув'язнений   |

## Цікаві факти
- Ім'я і підпис, що стоять до Івана Данко в гостьовій книзі готелю, належать Джиму Моррісону, лідеру групи The Doors.
- У кав'ярні Рідзік показує Данко різні поліцейські звіти, які йому потрібно заповнити. Якщо придивитися уважно до бланка, який показують великим планом, то можна побачити його назву — «Даремний звіт про подію поліції Чикаго».
- В одній зі сцен фільму Данко обговорює проблему героїну в Америці. Також він називає місце в США, де ця проблема стоїть найгостріше — Гарлем, однак, в англійських субтитрах дане місце вказано як Маямі.
- Перший західний фільм, знімальній групі якого дозволили знімати на Красній площі в Москві.
- Більшість московських сцен насправді було знято в Угорщині.
- Фільм присвячений пам'яті постановника трюків, Бенні Доббінса, який помер від серцевого нападу на знімальному майданчику цього фільму.
- Для зйомок сцени у в'язниці як масовку було задіяно близько 200 ув'язнених.
- До початку зйомок Арнольд Шварценеггер протягом трьох місяців брав уроки російської мови.
- До початку зйомок Джеймс Белуші пропрацював два тижні в чиказькому поліцейському відділенні.
- Іван Данко використовує пістолет «Подберін 9,2 мм». Такого пістолета насправді не існує. Те, що показують у фільмі — це модифікований «Desert Eagle .357 Magnum».
- До початку зйомок Волтер Хілл попросив Арнольда Шварценеггера схуднути на 10 фунтів (приблизно 4,5 кг), а Джеймса Белуші — поправитися на 10 фунтів.
- У творців фільму пішло шість місяців, для того, щоб отримати дозвіл на зйомки на Красній площі. Їм дозволили знімати в самому центрі Москви лише тому, що головний герой фільму був радянським громадянином.
- Музика в початкових і кінцевих титрах — фрагмент «Кантати до 20-річчя Жовтневої революції» Прокоф'єва, про що в титрах навіть не згадується.

## Саундтрек
| Список треків | Список треків            | Список треків |
| #             | Назва                    | Тривалість    |
| ------------- | ------------------------ | ------------- |
| 1.            | «Main Title»             | 2:59          |
| 2.            | «Russian Streets»        | 1:35          |
| 3.            | «Cleanhead Bust»         | 4:16          |
| 4.            | «Victor Escapes»         | 2:53          |
| 5.            | «Tailing Kat/The Set Up» | 7:55          |
| 6.            | «Hospital Chase»         | 4:30          |
| 7.            | «The Hotel»              | 6:20          |
| 8.            | «Bus Station»            | 9:33          |
| 9.            | «End Credit»             | 4:04          |
| 44:05         |                          |               |